# Il segno di Zorro (film 1940)
Il segno di Zorro (The Mark of Zorro) è un film western americano del 1940 diretto da Rouben Mamoulian e con Tyrone Power, Linda Darnell e Basil Rathbone. Il cast di supporto comprende Eugene Pallette, Gale Sondergaard e Robert Lowery (interprete di Batman nel serial cinematografico del 1949).
Il segno di Zorro è stato candidato per un Oscar alla migliore colonna sonora.
Nel 2009 è stato scelto per essere conservato nel National Film Registry della Biblioteca del Congresso degli Stati Uniti.
Il film è basato sul romanzo d'avventura La maledizione di Capistrano di Johnston McCulley, originariamente pubblicato nel 1919 in cinque puntate e che ha introdotto l'eroe mascherato Zorro; la storia è ambientata nel sud della California all'inizio del XIX secolo.

## Trama

Don Diego Vega e Lolita Quintero in una scena del film.

Spagna, XIX secolo. Don Diego Vega, abile spadaccino dell'Accademia Militare di Madrid, viene richiamato in California dal padre, Don Alejandro Vega, alcalde di Los Angeles. Giunto in patria, Diego trova la città vessata dalla tirannia e dalle tasse del nuovo alcalde Don Luis Quintero, avido e corrotto, spalleggiato dalla consorte Donna Inez e dal capitano delle guardie Esteban Pasqual. Durante il colloquio con il nuovo governatore, Diego intravede Lolita, la nipote di Quintero, della quale si innamora a prima vista. Raggiunta la famiglia, Diego apprende infine che suo padre è stato costretto alle dimissioni dagli uomini di Quintero i quali minacciavano ritorsioni sui campesinos. Il giovane decide quindi di vestire i panni del vendicatore mascherato Zorro per minare il patrimonio e la sicurezza del governatore così da spingerlo alle dimissioni; si atteggia inoltre a incapace e pavido pusillanime per allontanare ogni sospetto e conquista l'amicizia di Donna Inez per dissuaderla ad andarsene in Spagna assieme al marito. Il comportamento di Diego infastidisce però il capitano Esteban, amante di Donna Inez. Convinto che Zorro sia una pedina di Don Alejandro, Quintero propone un matrimonio tra Diego e Lolita per stipulare un'alleanza col suo predecessore. Nonostante il rifiuto di suo padre, Diego accetta. Nemmeno Lolita, affascinata da Zorro, intende sposare Diego ma quando questi le rivela di essere proprio l'eroe mascherato dei suoi sogni, accetta con entusiasmo la proposta. Nel frattempo, il capitano Esteban sorprende Padre Felipe (complice di Zorro) con il bottino da restituire ai contadini e lo arresta per farlo impiccare. Diego tenta allora di spaventare ancor più Quintero. Proprio mentre questi sta per firmare le sue dimissioni, Esteban lo ferma e si scontra con Diego. I due si affrontano in un duello alla spada e il capitano viene ucciso. Quintero, che ha assistito allo scontro, capisce che Diego e Zorro sono la stessa persona e fa arrestare il giovane, convoca poi Alejandro Vega, i caballeros e i campesinos per mostrargli il loro eroe pronto all'impiccagione. Con l'aiuto di Padre Felipe, Diego riesce però a ingannare una guardia e a liberarsi scatenando una rivolta che vede uniti caballeros e campesinos contro le guardie di Quintero. Il governatore si vede costretto alle dimissioni e nomina pubblicamente Alejandro Vega suo successore. Diego può così abbandonare la lotta e progettare il futuro insieme a Lolita.

## Distribuzione

### Edizione italiana
Il film fu doppiato in italiano a Madrid tra il 1943 ed il 1944 da un gruppo di attori presenti nella capitale spagnola per una coproduzione italo-spagnola, che, impossibilitati a tornare in patria per gli avvenimenti del 25 luglio e dell'8 settembre, accettarono la proposta di un rappresentante della casa di produzione 20th Century Fox per il doppiaggio di alcuni film che sarebbero andati nelle sale italiane a fine guerra.

## Riconoscimenti
- 1941 - Premio Oscar
  - Nomination Migliore colonna sonora (originale) a Alfred Newman
- 2009 - National Film Registry
  - Culturalmente, storicamente o esteticamente significante
- 2003 - American Film Institute
  - 100 eroi scelti a Tyrone Power (Don Diego Vega / Zorro) (45ª posizione)